# Zapasy na Letnich Igrzyskach Olimpijskich 1996 – kategoria do 74 kg w stylu klasycznym
Zmagania mężczyzn do 74 kg to jedna z dziesięciu męskich konkurencji w zapasach w stylu klasycznym rozgrywanych podczas Letnich Igrzysk Olimpijskich 1996. Pojedynki w tej kategorii wagowej odbyły się w dniach 22 – 23 lipca.

## Klasyfikacja[1]
| Pozycja | Nazwisko              | Kraj              |
| ------- | --------------------- | ----------------- |
| 1       | Filiberto Ascuy       | Kuba              |
| 2       | Marko Asell           | Finlandia         |
| 3       | Józef Tracz           | Polska            |
| 4       | Erik Hahn             | Niemcy            |
| 5       | Mynacakan Iskandarian | Rosja             |
| 6       | Tamás Berzicza        | Węgry             |
| 7       | Kim Jin-su            | Korea Południowa  |
| 8       | Takamitsu Katayama    | Japonia           |
| 9       | Gordy Morgan          | Stany Zjednoczone |
| 10      | Torbjörn Kornbakk     | Szwecja           |
| 11      | Baktijar Bajsejytow   | Kazachstan        |
| 12      | Jaroslav Zeman        | Czechy            |
| 13      | Nazmi Avluca          | Turcja            |
| 14      | Uładzimir Kapytau     | Białoruś          |
| 15      | Aziz al-Chalafi       | Maroko            |
| 16      | Jusuf Bukirra         | Algieria          |
| 17      | Néstor García         | Wenezuela         |
| 18      | Rodolfo Hernández     | Meksyk            |
| DQ      | Stojan Stojanow       | Bułgaria          |
| DQ      | Artur Dzihasow        | Ukraina           |

## Zasady[2]
- TO — Łopatki
- PP — Na punkty (Pokonany zdobył punkty)
- PO — Na punkty (Pokonany bez punktów)
- PA — Kontuzja
- ST — Przewaga (10 punktów różnicy, pokonany bez punktów)
- SP — Przewaga (10 punktów różnicy, pokonany zdobył punkty)
- DQ — Dyskwalifikacja

## Wyniki

### Runda 1
|                       | Wynik |                     | Punkty |
| 1/16                  | 1/16  | 1/16                | 1/16   |
| --------------------- | ----- | ------------------- | ------ |
| Aziz al-Chalafi       | 0–7   | Jaroslav Zeman      | 0–3 PO |
| Józef Tracz           | 0–1   | Tamás Berzicza      | 0–3 PO |
| Gordy Morgan          | 10–0  | Rodolfo Hernández   | 4–0 ST |
| Filiberto Ascuy       | 9–1   | Baktijar Bajsejytow | 3–1 PP |
| Mynacakan Iskandarian | 10–0  | Néstor García       | 4–0 ST |
| Kim Jin-su            | 11–0  | Torbjörn Kornbakk   | 4–0 ST |
| Artur Dzihasow        | 3–0   | Nazmi Avluca        | 3–0 PO |
| Uładzimir Kapytau     | 2–4   | Erik Hahn           | 1–3 PP |
| Takamitsu Katayama    | 13–2  | Jusuf Bukirra       | 4–1 SP |
| Stojan Stojanow       | 2–4   | Marko Asell         | 1–3 PP |

### Runda 2
|                       | Wynik |                     | Punkty |
| 1/8                   | 1/8   | 1/8                 | 1/8    |
| --------------------- | ----- | ------------------- | ------ |
| Jaroslav Zeman        | 1–5   | Tamás Berzicza      | 1–3 PP |
| Gordy Morgan          | 1–10  | Filiberto Ascuy     | 1–3 PP |
| Mynacakan Iskandarian | 4–0   | Kim Jin-su          | 3–0 PO |
| Artur Dzihasow        | 2–1   | Erik Hahn           | 3–1 PP |
| Takamitsu Katayama    | 2–4   | Marko Asell         | 1–3 PP |
| Repasaże              |       |                     |        |
| Aziz al-Chalafi       | 2–9   | Józef Tracz         | 1–3 PP |
| Rodolfo Hernández     | 0–6   | Baktijar Bajsejytow | 0–4 TO |
| Néstor García         | 1–9   | Torbjörn Kornbakk   | 1–3 PP |
| Nazmi Avluca          | 3–2   | Uładzimir Kapytau   | 3–1 PP |
| Jusuf Bukirra         | 0–5   | Stojan Stojanow     | 0–3 PO |

### Runda 3
|                       | Wynik |                     | Punkty |
| 1/4                   | 1/4   | 1/4                 | 1/4    |
| --------------------- | ----- | ------------------- | ------ |
| Tamás Berzicza        | 2–6   | Filiberto Ascuy     | 1–3 PP |
| Mynacakan Iskandarian |       | Bez walki           |        |
| Artur Dzihasow        |       | Bez walki           |        |
| Marko Asell           |       | Bez walki           |        |
| Repasaże              |       |                     |        |
| Józef Tracz           | 2–1   | Baktijar Bajsejytow | 3–1 PP |
| Torbjörn Kornbakk     | 2–0   | Nazmi Avluca        | 3–0 PO |
| Stojan Stojanow       | 5–0   | Jaroslav Zeman      | 3–0 PO |
| Gordy Morgan          | 2–3   | Kim Jin-su          | 1–3 PP |
| Erik Hahn             | 5–2   | Takamitsu Katayama  | 3–1 PP |

### Runda 4
|                 | Wynik    |                       | Punkty   |
| Półfinał        | Półfinał | Półfinał              | Półfinał |
| --------------- | -------- | --------------------- | -------- |
| Filiberto Ascuy | 5–4      | Mynacakan Iskandarian | 3–1 PP   |
| Artur Dzihasow  | 0–10     | Marko Asell           | 0–4 ST   |
| Repasaże        |          |                       |          |
| Józef Tracz     | 6–0      | Torbjörn Kornbakk     | 3–0 PO   |
| Stojan Stojanow | 5–0      | Kim Jin-su            | 4–0 PA   |
| Erik Hahn       | 3–1      | Tamás Berzicza        | 3–1 PP   |

### Runda 5
|             | Wynik    |                 | Punkty   |
| Repasaże    | Repasaże | Repasaże        | Repasaże |
| ----------- | -------- | --------------- | -------- |
| Józef Tracz | 4–2      | Stojan Stojanow | 3–1 PP   |
| Erik Hahn   |          | Bez walki       |          |

### Runda 6
|                       | Wynik    |                | Punkty   |
| Repasaże              | Repasaże | Repasaże       | Repasaże |
| --------------------- | -------- | -------------- | -------- |
| Mynacakan Iskandarian | 5–8      | Erik Hahn      | 1–3 PP   |
| Józef Tracz           | 3–1      | Artur Dzihasow | 3–1 PP   |

### Finały[12]
|                       | Wynik            |                  | Punkty           |
| O siódme miejsce      | O siódme miejsce | O siódme miejsce | O siódme miejsce |
| --------------------- | ---------------- | ---------------- | ---------------- |
| Stojan Stojanow       | WO               | Tamás Berzicza   | 0–4 DQ           |
| O piąte miejsce       |                  |                  |                  |
| Mynacakan Iskandarian | WO               | Artur Dzihasow   | 4–0 DQ           |
| O brązowy medal       |                  |                  |                  |
| Erik Hahn             | 2–4              | Józef Tracz      | 1–3 PP           |
| Finał                 |                  |                  |                  |
| Filiberto Ascuy       | 8–2              | Marko Asell      | 3–1 PP           |